# Helmiopsis calcicola
Helmiopsis calcicola är en malvaväxtart som först beskrevs av Joseph Marie Henry Alfred Perrier de la Bâthie, och fick sitt nu gällande namn av Arenes. Helmiopsis calcicola ingår i släktet Helmiopsis och familjen malvaväxter. Inga underarter finns listade i Catalogue of Life.